# Мурованська сільська територіальна громада
Мурованська сільська громада — територіальна громада в Україні, у Львівському районі Львівської області. Адміністративний центр — село Муроване.
Площа громади — 43,1 км², населення — 9617 мешканців (2021).
Утворена 24 грудня 2017 року шляхом об'єднання Гамаліївської, Сороки-Львівської та Ямпільської сільських рад Пустомитівського району.

## Населені пункти
До складу громади входять 5 сіл:
- Гамаліївка
- Кам'янопіль
- Муроване
- Сороки-Львівські
- Ямпіль